# Casca (Río Grande del Sur)
Casca es un municipio brasilero del estado de Rio Grande do Sul.
Pertenece a la Mesorregión Noroeste Rio-Grandense y a la Microrregión de Passo Fundo. Fue colonizado por inmigrantes italianos y polacos, y preserva hasta hoy sus tradiciones.